# Моздок (бомбардирский корабль, 1795)
«Моздок» — парусный бомбардирский корабль Каспийской флотилии Российской империи, второй из двух кораблей типа «Кизляр», находившийся в составе флота с 1795 по 1805 год.

## Описание корабля
Парусный трёхмачтовый бомбардирский корабль с деревянным корпусом, один из двух кораблей типа «Кизляр», построенных в Казани с 1793 по 1795 год. Длина судна по сведениям из различных источников составляла 28,9—28,96 метра, ширина — 8,2—8,33 метра, а осадка 3,2—3,4 метра. Вооружение корабля в разное время могли составлять от 10 до 18 орудий, включавших две 3-пудовые мортиры, две 1-пудовые гаубицы, от двух до десяти 6-фунтовых пушек и от четырёх до шести фальконетов. По штату кораблю полагались медные гаубицы, но из-за их отсутствия были установлены чугунные.

## История службы
Бомбардирский корабль «Моздок» был заложен на стапеле Казанского адмиралтейства 8 (19) июля 1794 года и после спуска на воду 18 (29) мая 1795 года вошёл в состав Каспийской флотилии России. Строительство корабля вёл кораблестроитель В. Д. Власов.
В кампанию 1795 года корабль в составе отряда судов, состоявшем из гребного фрегата «Царицын», бомбардирского корабля «Моздок» и бота «Орёл», под общим командованием командира фрегата капитан-лейтенанта А. П. Геннекина перешёл по Волге с казанской верфи в Астрахань.
В следующем 1796 году выходил в практическое плавание в Каспийское море. В кампанию 1797 года находился на бакинском рейде и вновь совершал практические плавания в Каспийском море.
С 1798 по 1804 год выходил в практические плавания по тому же морю от Астрахани до берегов Персии. В том числе в 1802 году ходил из Астрахани в Баку.
По окончании службы в 1805 году бомбардирский корабль «Моздок» был разобран в Астрахани.

## Командиры корабля
Командирами бомбардирского корабля «Моздок» в составе Российского императорского флота в разное время служили:
- капитан-лейтенант Ж. Куэдин (1797 год)[7];
- капитан-лейтенант Г. Я. Мачаков (1801—1804 годы)[11].

### Комментарии
1. ↑  В рамках серии всего было построено два корабля: «Кизляр» и «Моздок»[1].
2. ↑  95 футов[2].
3. ↑  27 футов 4 дюйма[2].
4. ↑  10 футов 6 дюймов[2].